# جان-لويس ليونارد
جان-لويس ليونارد هو متقاعد ‏ وسياسي فرنسي، ولد في 24 يوليو 1950 في بيزنسون في فرنسا. نشط حزبياً في التجمع من أجل الجمهورية والاتحاد من أجل حركة شعبية.

## مناصب
- انتخب  خلال فترته النيابية ‏ (23 مارس 2014 – 17 مايو 2020).
- انتخب  لترشحه ضمن قائمة شاتيلايون بلاج‏ [الإنجليزية]‏، خلال فترته النيابية ‏ (23 مارس 2014 – ).
- انتخب نائب فرنسي عن دائرة Charente-Maritime's 2nd constituency [الإنجليزية]‏ وقد انضم خلال فترته النيابية [الإنجليزية]‏ (20 يونيو 2007 – 19 يونيو 2012) للكتلة البرلمانية الاتحاد من أجل الحركة الشعبية ‏.
- انتخب نائب فرنسي عن دائرة Charente-Maritime's 2nd constituency [الإنجليزية]‏ وقد انضم خلال فترته النيابية  [لغات أخرى]‏ (19 يونيو 2002 – 19 يونيو 2007) للكتلة البرلمانية اتحاد الأغلبية الرئاسية ‏.
- انتخب Mayor of Châtelaillon-Plage ‏ خلال فترته النيابية ‏ (31 مارس 2014 – 27 مايو 2020).
- انتخب نائب فرنسي عن دائرة Charente-Maritime's 1st constituency [الإنجليزية]‏ وقد انضم خلال فترته النيابية  [لغات أخرى]‏ (2 أبريل 1993 – 21 أبريل 1997) للكتلة البرلمانية كتلة التجمع من أجل الجمهورية ‏.